# Zwitserse parlementsverkiezingen 1884
De Zwitserse parlementsverkiezingen van 1884 vonden plaats op 26 oktober 1884. Er werden 145 leden van de Nationale Raad verkozen. De linkse radicalen bleven bij deze verkiezingen de grootste formatie in de Nationale Raad met 74 van de 145 zetels. De dertiende legislatuur die hierop volgde ging van start op 1 december 1884 en duurde drie jaar.

## Verloop van de verkiezingen

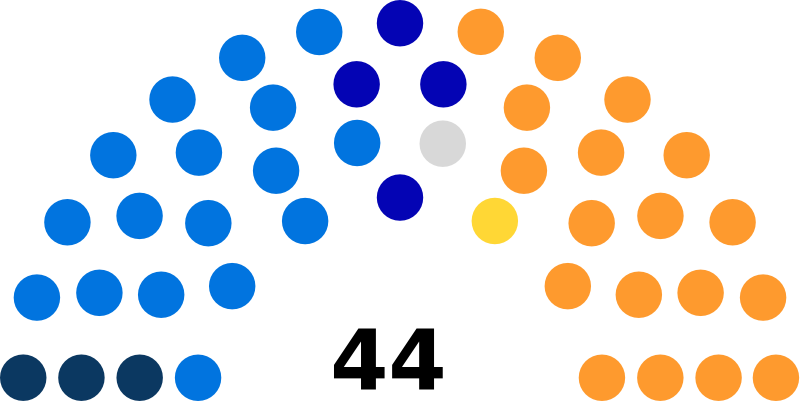
Zetelverdeling in de Kantonsraad.

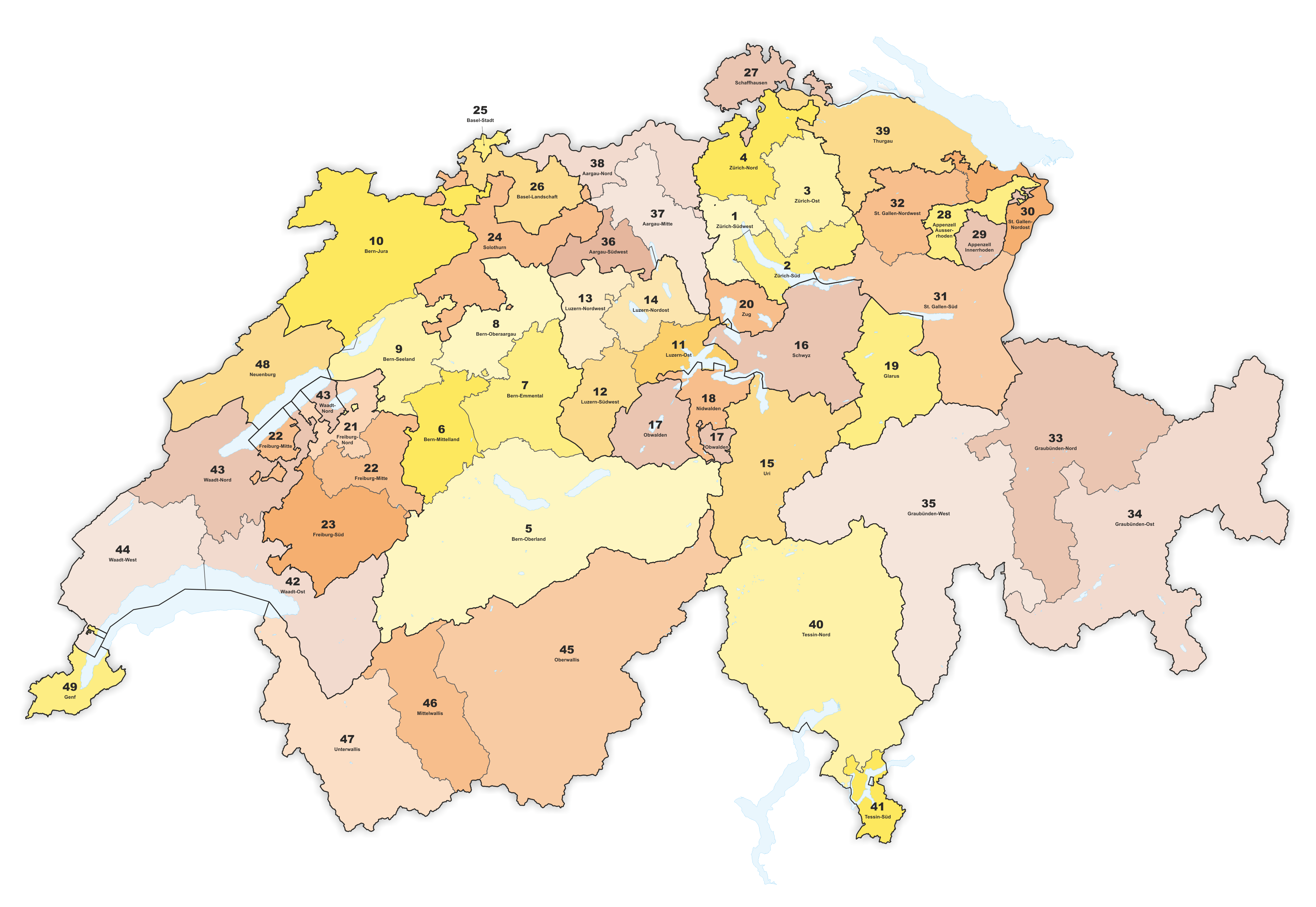
De 49 kiesdistricten zoals die golden voor de federale verkiezingen van 1881 tot en met die van 1887.

Bij deze verkiezingen werden tevens enkele leden van de Kantonsraad direct verkozen door de kiesgerechtigde bevolking. Dit gebeurde via de Landsgemeinde in de kantons Appenzell Ausserrhoden, Obwalden en Nidwalden en verder via directe verkiezing in de kantons Graubünden, Solothurn, Thurgau, Zug en Zürich. In de overige kantons waren de verkiezingen voor de Kantonsraad nog steeds niet geregeld. De kantons hernieuwden vaak het mandaat van hun zittende Kantonsraadsleden, die op verscheidene data werden verkozen door de kantonnale parlementen.
Bij de vorige verkiezingen in 1881 behaalden de radicalen een absolute meerderheid. Niettemin wisten de katholieke conservatieven van de Conservatieve Unie sindsdien tot zevenmaal toe succesvol gebruikmaken van het destijds nieuwe systeem van referenda in Zwitserland, met name door over te schakelen van een passief reactiebeleid naar een actief voorstellenbeleid. Onder de conservatieven ontstonden twee strekkingen, met enerzijds de gematigde katholieken, zoals Josef Zemp uit Luzern, die toenadering zochten tot de radicalen, terwijl de protestantse conservatieven hun toon verhardden, wat in het bijzonder gebeurde in Bern door de oprichting van de Bernse Volkspartij (Bernischen Volkspartei) door Ulrich Dürrenmatt. De Bernse Volkspartij kwam met tegenkandidaten voor elk van de 26 uittredende radicalen in het kanton. Niettegenstaande het momentum voor de katholieke conservatieven dankzij de verschillende succesvolle referenda, wonnen de protestantse conservatieven in Bern slechts één zetel. De katholieke conservatieven, die in 1882 een officiële fractie oprichtten, hadden nog geen echte organisatie op nationale schaal, wat de beperkte zetelwinst verklaarde. Tot slot ontbrak het de gematigde liberalen sinds het overlijden van Alfred Escher aan een onbetwiste leider, wat tot uiting kwam in tegenvallende verkiezingsuitslagen.
Net zoals bij de vorige verkiezingen sinds die van 1848, bleven ook nu linkse radicalen voor de dertiende verkiezingen op rij de grootste met 74 zetels en 42,0% van de stemmen voor de Nationale Raad. Hiermee behaalden zij opnieuw een absolute meerderheid. De conservatieve katholieken, die opkwamen als de Conservatieve Unie, gingen er licht op vooruit en behaalden 37 zetels en 25,7% van de stemmen. De grote verliezers waren de gematigde liberalen die 18 zetels en 16,8% behaalden en daarbij vier zetels inleverden. De sterkste winst viel echter de Democratische Partij te beurt, die 15 zetels behaalden (+5 zetels) en daarmee de eerste politieke formatie van het kanton Zürich werd.
Van de 640.262 stemgerechtigde mannen van 20 jaar en ouder namen 404.028 personen deel aan de verkiezingen, wat een opkomst betekende van 63,1%, een stijging met 1% ten opzichte van de vorige verkiezingen.
De hoogste opkomst werd genoteerd in het kanton Schaffhausen, waar door de opkomstplicht in dit kanton 95,9% van de kiezers een stem uitbracht. In Neuchâtel nam slechts 25,1% van de kiezers deel aan de verkiezingen, de laagste procentuele opkomst in deze verkiezingen.

## Resultaat
|  | Strekking/partij     | Ideologie                                          | Zetels Nationale Raad | Zetels Kantonsraad |
|  | -------------------- | -------------------------------------------------- | --------------------- | ------------------ |
|  | linkse radicalen     | radicalen, radicaal-democraten, centrumlinks       | 74                    | 17                 |
|  | Conservatieve Unie   | conservatieve katholieken, rechts                  | 37                    | 18                 |
|  | gematigde liberalen  | liberalen, gematigden, liberaaldemocraten, centrum | 18                    | 4                  |
|  | Democratische Partij | links                                              | 15                    | 3                  |
|  | evangelisch rechts   | conservatieve protestanten, rechts                 | 1                     | 1                  |
|  | onafhankelijken      | onafhankelijk                                      | 0                     | 1                  |